# 白鵬翔
白鵬翔（日语：／ Hakuhō Shō，1985年3月11日—），蒙古名孟赫巴特·達瓦扎爾嘎勒，退役日本大相扑力士，第69代横纲。現役時期身高192公分，体重151公斤，為史上最多優勝、最多總勝場及幕內勝場，橫綱在位最久等多項大相撲紀錄的保持人。所屬的相撲部屋為宮城野部屋。

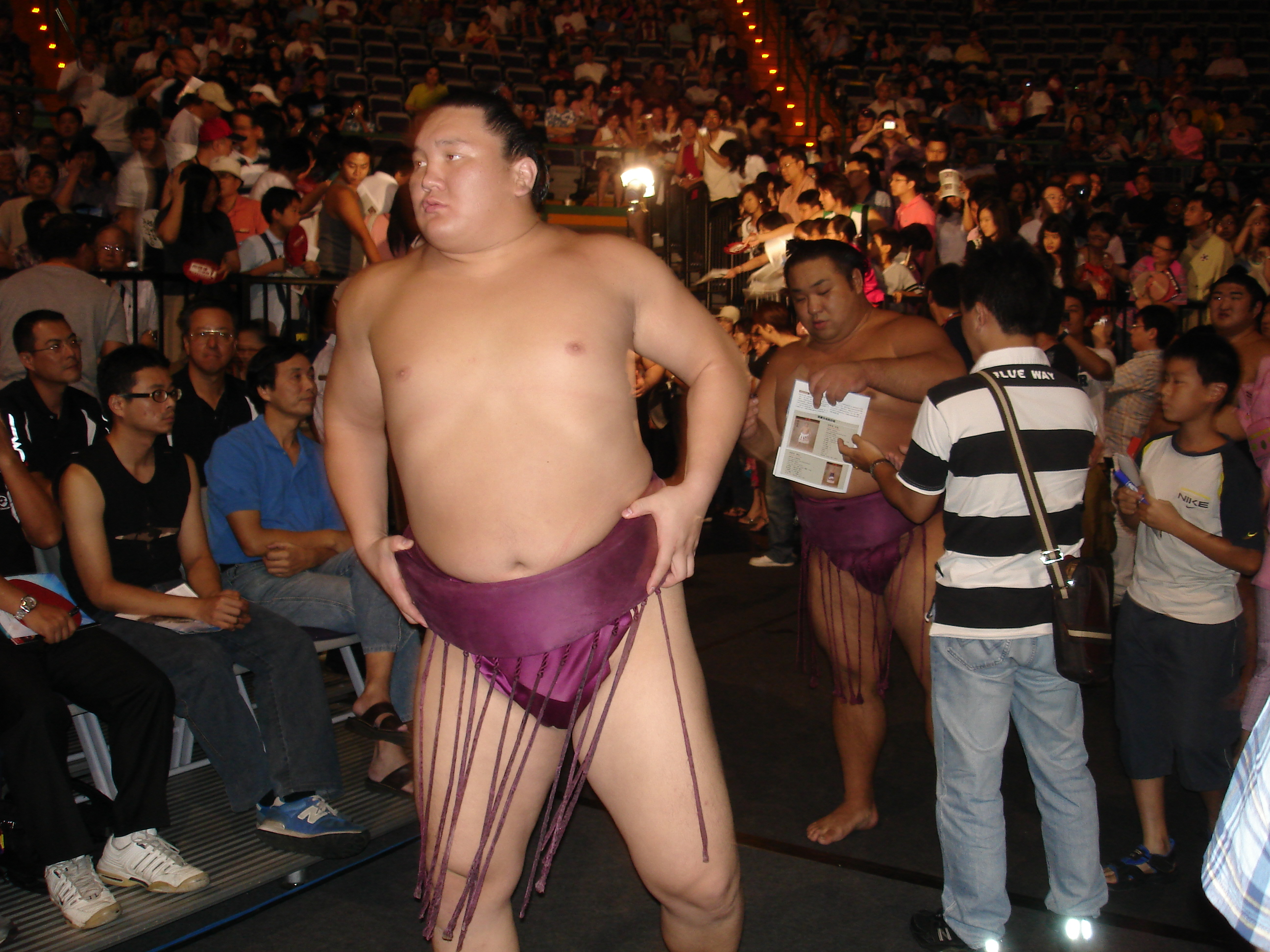
白鵬於2006年8月在台灣表演

## 生平
白鵬出生於蒙古国乌兰巴托市，他的父親吉格吉德·孟赫巴特是1968年夏季奥林匹克运动会自由式摔角銀牌得主，亦是蒙古國贏得第一面奧運獎牌的運動員。
2000年10月，15歲的白鵬受同為蒙古出身的相撲力士旭鷲山昇邀請前往日本學習相撲。縱使父親是奧運摔跤選手，但白鵬幾乎沒有任何蒙古摔跤的經驗，且他當時體重只有68公斤，因此最初並沒有相撲部屋願意收留他。不過，就在白鵬準備回國前一天，旭鷲山終於成功說服當時的宮城野親方（竹葉山真邦）讓他加入宮城野部屋。
白鵬於2001年3月大阪本場所第一次公開比賽，2004年1月晉升十兩，成為關取力士，2006年3月晉升大關。2007年以大關身份在3月、5月連續兩場所取得優勝，符合晉升橫綱的標準。2007年5月30日，日本相撲協會正式晉升白鵬為橫綱。
2017年7月，有報道指白鹏為退休後留在日本相撲協會出任相撲部屋親方而考慮取得日本國籍，但同時需要放棄蒙古國籍。據報道，白鵬的父親仍在世時，他不願意這樣做，但孟赫巴特於2018年4月去世後，白鵬的母親否認他反對這個想法，並表示她覺得白鵬更改國籍無可避免。2019年4月，白鵬宣佈正式申請日本國籍，並於同年9月3日成功入籍。
2021年1月5日，日本相撲協會證實白鵬翔確診COVID-19，以致無法參與1月場所的比賽。同年9月，因同部屋蒙古出身的北青鵬治感染2019新型冠狀病毒，全部屋的力士皆退出9月場所比賽。
2021年9月27日，白鵬受右膝傷勢所苦，決定宣布引退、並襲名間垣，後被相撲協會派任指導及傳播部工作至2022年2月。
2022年7月28日，日本相撲協會宣佈白鵬將繼承宮城野名跡，成為該部屋的管理人，接替於2022年8月達到65歲強制退休年齡的竹葉山。
2023年1月28日正式舉行斷髮式，之前已培養出十兩力士落合哲也。
2024年2月，白鵬的弟子北青鵬被指涉及向同部屋的力士施暴，而白鵬本人亦被指未儘快將相關事件通報協會，並涉及妨礙調查等行為，日本相撲協會於2月23日決定將他降格懲處，從委員降格2級成最低階的年寄，以及扣減3個月薪資。此外，宮城野部屋暫時關閉並移交伊勢濱部屋代為管理。
2025年6月2日，白鵬向相撲協會提交退職申請並辭去親方職務，確認於6月9日後停止在協會的所有工作。退出日本相撲協會後，白鵬計畫成立一個以美國與日本為據點的職業相撲聯盟。

## 個人
2010年，白鹏翔与和田纱代子在明治神宫举行了婚礼，岳父和田友良是企業家、前朝青龍明德全國後援會會長。現時育有4名子女。
在2005年5月，他因體育成績斐然被授予蒙古北極星勳章。
在右膝受傷後，白鵬改變了立合的方式(在土俵突出時保持距離)，他回覆這是保護虛弱的右膝。
白鵬在被批准成為間垣親方前，相撲協會要求他簽署一份聲明，承諾將履行年寄的職責，謹記其他親方前輩的指導，並且不會做出有悖於“相撲道”的行為。

## 戰績
截至2020年11月場所

### 生涯战绩
- 生涯战绩：1170勝、246敗、196休（117场所）
- 幕内战绩：1076勝、198敗、196休（98场所）
- 横纲战绩：882勝、128敗、175休（79場所）

白鵬在2015年1月初場所第13天得到第29次優勝，超越第58代橫綱千代之富士貢；並在2017年7月名古屋場所第13天與高安晃比賽中得到第1048勝，超越前大關魁皇博之；是歷代相撲力士中勝數最多的力士。

### 优胜
- 幕内优胜：45（歷代第一位）
  - 2006年 5月场所
  - 2007年 3月场所、5月场所、9月场所、11月场所
  - 2008年 1月场所、7月场所、9月场所、11月场所
  - 2009年 3月场所、7月场所、11月场所
  - 2010年 3月场所、5月场所、7月场所、9月场所、11月场所
  - 2011年 1月场所、5月场所、9月场所、11月场所
  - 2012年 3月场所、11月场所
  - 2013年 3月场所、5月场所、7月场所、9月场所
  - 2014年 1月场所、5月场所、7月场所、9月场所、11月场所
  - 2015年 1月场所、3月场所、7月场所
  - 2016年 3月场所、5月場所
  - 2017年 5月場所、7月場所、11月場所
  - 2018年 9月場所
  - 2019年 3月埸所、11月場所
  - 2020年3月場所
  - 2021年7月場所
- 十两优胜：1回（2004年3月场所）

### 三赏、金星
- 三賞：6回
  - 殊勋赏：3回（2004年11月场所、2006年1月场所、2006年3月场所）
  - 敢斗赏：1回（2004年5月场所）
  - 技能赏：2回（2005年1月场所、2006年3月场所）
- 金星：1个
  - 朝青龙明德1个

### 各場所戰績
| | 1月場所 初場所（東京） | 3月場所 春場所（大阪） | 5月場所 夏場所（東京） | 7月場所 名古屋場所（愛知） | 9月場所 秋場所（東京） | 11月場所 九州場所（福岡） |
| --- | ---------------------- | ---------------------- | ---------------------- | -------------------------- | ---------------------- | ------------------------- |
| 2001年 （平成13年） | x                      | （前相撲）             | 東 序之口 #16 3–4      | 東 序之口 #18 5–2          | 東 序二段 #97 5–2      | 西 序二段 #55 4–3         |
| 2002年 （平成14年） | 東 序二段 #33 5–2      | 東 三段目 #98 6–1      | 東 三段目 #38 4–3      | 西 三段目 #23 3–4          | 西 三段目 #44 4–3      | 西 三段目 #28 4–3         |
| 2003年 （平成15年） | 東 三段目 #16 5–2      | 西 幕下 #54 4–3        | 西 幕下 #44 5–2        | 東 幕下 #30 4–3            | 東 幕下 #23 6–1        | 東 幕下 #9 6–1            |
| 2004年 （平成16年） | 東 十兩 #12 9–6        | 西 十兩 #8 12–3        | 東 前頭 #16 12–3 敢    | 東 前頭 #8 11–4            | 東 前頭 #3 8–7         | 西 前頭 #1 12–3 殊★       |
| 2005年 （平成17年） | 西 小結 11–4 技        | 西 關脇 8–7            | 東 關脇 9–6            | 東 關脇 6–3–6              | 西 前頭 #1 9–6         | 西 小結 9–6               |
| 2006年 （平成18年） | 西 關脇 13–2 殊        | 東 關脇 13–2 技殊      | 西 大關 #3 14–1        | 東 大關 13–2               | 東 大關 8–7            | 休場 0–0–15               |
| 2007年 （平成19年） | 西 大關 #3 10–5        | 西 大關 13–2           | 東 大關 15–0           | 西 横綱 11–4               | 西 横綱 13–2           | 東 横綱 12–3              |
| 2008年 （平成20年） | 東 横綱 14–1           | 東 横綱 12–3           | 西 横綱 11–4           | 西 横綱 15–0               | 東 横綱 14–1           | 東 横綱 13–2              |
| 2009年 （平成21年） | 東 横綱 14–1           | 西 横綱 15–0           | 東 横綱 14–1           | 東 横綱 14–1               | 東 横綱 14–1           | 西 横綱 15–0              |
| 2010年 （平成22年） | 東 横綱 12–3           | 東 横綱 15–0           | 東 横綱 15–0           | 東 横綱 15–0               | 東 横綱 15–0           | 東 横綱 14–1              |
| 2011年 （平成23年） | 東 横綱 14–1           | 作假醜聞 比賽取消      | 東 横綱 13–2           | 東 横綱 12–3               | 東 横綱 13–2           | 東 横綱 14–1              |
| 2012年 （平成24年） | 東 横綱 12–3           | 東 横綱 13–2           | 東 横綱 10–5           | 東 横綱 14–1               | 東 横綱 13–2           | 東 横綱 14–1              |
| 2013年 （平成25年） | 東 横綱 12–3           | 西 横綱 15–0           | 東 横綱 15–0           | 東 横綱 13–2               | 東 横綱 14–1           | 東 横綱 13–2              |
| 2014年 （平成26年） | 西 横綱 14–1           | 東 横綱 12–3           | 東 横綱 14–1           | 東 横綱 13–2               | 東 横綱 14–1           | 東 横綱 14–1              |
| 2015年 （平成27年） | 東 横綱 15–0           | 東 横綱 14–1           | 東 横綱 11–4           | 東 横綱 14–1               | 東 横綱 0–3–12         | 西 横綱 12–3              |
| 2016年 （平成28年） | 西 横綱 12–3           | 西 横綱 14–1           | 東 横綱 15–0           | 東 横綱 10–5               | 西 横綱 休場 0–0–15    | 東 横綱 #2 11–4           |
| 2017年 （平成29年） | 東 横綱 #2 11–4        | 東 横綱 #1 2–3–10      | 西 横綱 #2 15–0        | 東 横綱 #1 14–1            | 東 横綱 休場 0–0–15    | 西 横綱 14–1              |
| 2018年 （平成30年） | 東 横綱 2–3–10         | 西 横綱 休場 0–0–15    | 西 横綱 11–4           | 西 横綱 3–1–11             | 西 横綱 #2 15–0        | 東 横綱 休場 0–0–15       |
| 2019年 （令和元年） | 西 横綱 10–1–4         | 東 横綱 15–0           | 東 横綱 休場 0–0–15    | 西 横綱 12–3               | 西 横綱 0–2–13         | 西 横綱 14–1              |
| 2020年 （令和2年） | 東 横綱 1–2–12         | 東 横綱 13–2           | 新冠肺炎肆虐 比賽取消  | 東 横綱 10–3–2             | 東 横綱 休場 0–0–15    | 東 横綱 休場 0–0–15       |
| 2021年 （令和3年） | 東 横綱 休場 0–0–15    | 東 横綱 2–1–12         | 東 横綱 休場 0–0–15    | 東 横綱 15–0               | 引退 0–0–15            | x                         |
| 各欄数字按「勝-負-休場」表示。 優勝 引退 十兩･幕下 三賞：敢=敢鬬賞、殊=殊勛賞、技=技能賞 其他：★=金星 番付階級：幕内 - 十兩 - 幕下 - 三段目 - 序二段 - 序之口 幕内序列：横綱 - 大關 - 關脅 - 小結 - 前頭（「#数字」为出场顺序） |                        |                        |                        |                            |                        |                           |

### 與幕內力士對戰成績
| 力士名     | 勝数  | 負数 | 力士名   | 勝数  | 負数  | 力士名   | 勝数 | 負数 | 力士名   | 勝数 | 負数 |
| ---------- | ----- | ---- | -------- | ----- | ----- | -------- | ---- | ---- | -------- | ---- | ---- |
| 碧山       | 23    | 1(1) | 朝青龍   | 13*   | 12*** | 朝赤龍   | 13   | 2    | 朝乃山   | 3    | 0    |
| 朝乃若     | 1     | 0    | 阿炎     | 3     | 2(1)  | 安美錦   | 37   | 4    | 荒鷲     | 0    | 1    |
| 阿覽       | 12    | 0    | 勢       | 13    | 2     | 逸之城   | 13   | 3    | 岩木山   | 6    | 3    |
| 宇良       | 1     | 0    | 遠藤     | 14    | 2     | 阿武咲   | 3    | 2(1) | 大砂嵐   | 4(1) | 0    |
| 隠岐之海   | 24    | 1    | 魁皇     | 27(1) | 6(1)  | 魁聖     | 13   | 0    | 海鵬     | 2    | 1    |
| 臥牙丸     | 5     | 0    | 輝       | 2     | 0     | 垣添     | 9    | 1    | 鶴龍     | 42** | 8    |
| 春日王     | 1     | 0    | 稀勢之里 | 44    | 16    | 北太樹   | 5    | 0    | 旭鷲山   | 3    | 0    |
| 旭天鵬     | 28    | 2    | 霧馬山   | 1     | 0     | 金開山   | 0    | 1    | 豪榮道   | 38   | 7(1) |
| 黑海       | 9     | 2    | 琴惠光   | 1     | 0     | 琴歐洲   | 35   | 10   | 琴獎菊   | 56   | 7(1) |
| 初代琴之若 | 2     | 0    | 琴光喜   | 23(1) | 9     | 琴勇輝   | 4    | 0    | 佐田之海 | 3    | 0    |
| 霜鳥       | 2     | 0    | 常幸龍   | 1     | 0     | 正代     | 10   | 3(1) | 翔天狼   | 0    | 1    |
| 松鳳山     | 15    | 0    | 蒼國來   | 1     | 0     | 大榮翔   | 8    | 2    | 貴景勝   | 5    | 1    |
| 貴之岩     | 0     | 1    | 隆之勝   | 2     | 0     | 隆乃若   | 1    | 0    | 高見盛   | 5    | 1    |
| 高安       | 21(1) | 2    | 寶富士   | 16    | 2     | 豪風     | 21   | 1    | 玉乃島   | 7    | 1    |
| 玉鷲       | 16    | 1    | 千代鳳   | 1     | 0     | 千代翔馬 | 2    | 0    | 千代大海 | 22   | 6    |
| 千代大龍   | 10    | 0    | 千代之國 | 2     | 1(1)  | 出島     | 10   | 2    | 照之富士 | 10   | 4    |
| 時津海     | 1     | 0    | 時天空   | 17    | 1     | 德勝龍   | 2    | 0    | 德瀨川   | 1    | 0    |
| 土佐之海   | 6     | 1    | 土佐豐   | 2     | 0     | 栃東     | 8(2) | 5    | 栃煌山   | 38   | 2    |
| 栃榮       | 1     | 0    | 栃之心   | 27    | 1     | 栃乃洋   | 7    | 2    | 栃乃花   | 0    | 1    |
| 栃乃若     | 4     | 0    | 翔猿     | 1     | 0     | 豐櫻     | 0    | 1    | 豐之島   | 31*  | 2    |
| 豐響       | 5     | 1    | 錦木     | 2     | 0     | 白馬     | 1    | 0    | 白露山   | 2    | 0    |
| 追風海     | 1     | 1    | 把瑠都   | 25    | 3     | 春之山   | 1    | 0    | 日馬富士 | 36*  | 21*  |
| 普天王     | 8     | 1    | 武雄山   | 1     | 0     | 豐真將   | 17   | 0    | 北勝力   | 11   | 0    |
| 北勝富士   | 9     | 3(1) | 御嶽海   | 12    | 4(1)  | 雅山     | 23*  | 4    | 妙義龍   | 20   | 2    |
| 武雙山     | 2     | 0    | 明生     | 2     | 0     | 豐山     | 4    | 0    | 嘉風     | 15   | 3    |
| 龍電       | 3     | 0    | 露鵬     | 5     | 0     | 若荒雄   | 3    | 0    | 若隆景   | 1    | 0    |
| 若之里     | 11    | 6    | 若之鵬   | 3     | 0     |          |      |      |          |      |      |

- 優勝決定戰的戰績為：對鶴龍2勝；對雅山、豐之島各1勝；對日馬富士1勝1敗；對朝青龍1勝3敗。

（括弧內的勝負數字為不戰勝、不戰敗，粗體字為現役的力士）

## 註解
1. ↑  「達瓦」是星期一的意思，「扎爾格勒」是幸福之意。
2. ↑  因左大腿四頭肌肌腱炎，第3日起中途休場
3. ↑  因左腳韌帶損傷全休
4. ↑  因右膝蓋腱損傷、疑似右脛骨結節剥離骨折，第4日起中途休場
5. ↑  因右膝蓋受傷，第1日起休場
6. ↑  因右膝關節鏡手術後低氧血症，第1日起休場